# Таиђи Казе
Таиђи Казе (jap. 加瀬泰治, Kase Taiji; Чиба, 9. фебруар 1929 — Париз, 24. новембар 2004) један од најпознатијих и највећих учитеља Шотокана у свету.

## Биографија
Као син џудо инструктора почео је вежбати ову вештину са само 6 година. Са 15 година почиње са тренингом Шотокана код инструктора Гичин Фунакошија. Тада је носио 2. Дан у Џудоу а када се рат завршио Касе се вратио у карате код учитеља Фунакоши Гичина и такође је постао дипломирани економиста. Захваљујући природном дару на рођењу и интелигенцији постао је један од најбољих Фунакошијевих ученика а и први капитен свог унверзитетског карате клуба у спортској борби који је и основао 1946. положивши за 1. Дан. Са само 22 године постао је најмлађи 4. Дан икада у Јапану у каратеу. Од 1964. Касе као 6. Дан уз дозволу својих учитеља почео је ширити карате по целоме свету највише у Африци и Европи.
1967. се преселио у Париз где је основао свој доџо под именом Фудо. 1968-1986 допринео је много развоју Југословенског каратеа. 1982. и 1983. објавио је две књиге о каратеу а 1986. је затворио свој доџо да би могао да се посвети ширењу каратеа у свету. 1989, две године након смрти председника ЈКА Масатоши Накајаме, Касе је основао Светску Шотокан карате Академију (WKSA), која је у своје редове примала само носиоце мајсторских звања. Ова академија је пратила правац каратеа везаног за Фунакошијевог сина Јошитаку а техничке ствари Касеовог учења су биле: да је Фудо-дачи став кључна позиција у данашњем Шотокану што је и описао у својој књизи 1983.
Преминуо у 75. години живота 24. новембрa 2004. а сахрањен је у Токију.